# Matelea tristiflora
Matelea tristiflora är en oleanderväxtart som först beskrevs av Standley, och fick sitt nu gällande namn av R. E. Woodson. Matelea tristiflora ingår i släktet Matelea och familjen oleanderväxter. Inga underarter finns listade i Catalogue of Life.